# フランシスコ1世 (ナバラ王)
フランシスコ1世（Francisco I de Foix, 1467年12月4日 - 1483年1月7日）はナバラ王（在位：1479年 - 1483年）およびフォワ伯（在位：1472年 - 1483年）。フランシスコ・フェボ（Francisco Febo）とも呼ばれる。フランス語名はフランソワ・フェビュス（François Phébus または Fébus）。

## 生涯
父はフォワ伯ガストン4世とナバラ女王レオノールの長男であるビアナ公ガストン・ド・フォワ。母はフランス王シャルル7世の娘マドレーヌ。父が早世したため、祖父の死後にフォワ伯を、祖母の死後にナバラ王を継承したが、幼年のため母マドレーヌが摂政を務めた。成人せずに早世したため、妹カタリナ（カトリーヌ）が継承者となった。